# Rimondeix
Rimondeix är en kommun i departementet Creuse i regionen Nouvelle-Aquitaine i de centrala delarna av Frankrike. Kommunen ligger i kantonen Jarnages som tillhör arrondissementet Guéret. År 2018 hade Rimondeix 84 invånare.

## Befolkningsutveckling
Antalet invånare i kommunen Rimondeix
Referens:INSEE